# Championnat du Portugal de football 2018-2019
Navigation
Championnat du Portugal de football 2017-2018 Championnat du Portugal de football 2019-2020
Le Championnat du Portugal de football 2018-2019, ou Liga NOS, est la 85e édition du championnat du Portugal de football.
Dix-huit équipes s'affrontent au sommet selon le principe des matches aller et retour, au fil de trente-quatre journées. Les seize équipes les mieux classées de la saison précédente, ainsi que les deux équipes promues de la Ledman Liga PRO 2017-2018 composent l'élite du football portugais.
À l'issue de la saison, cinq places qualificatives pour les compétitions européennes sont attribuées aux quatre équipes les mieux classées, ainsi qu'au vainqueur de la coupe nationale.
Deux places sont qualificatives pour la Ligue des champions de l'UEFA 2019-2020, qui sont attribuées aux deux premiers, une pour la phase de groupe, l'autre donnant accès au troisième tour de qualification pour non-champions.
Deux autres places donnent accès, pour les équipes classées 3e et 4e, à la Ligue Europa 2018-2019, depuis le 3e tour de qualification et le 2e tour de qualification. Une dernière place pour la Ligue Europa 2019-2020 est attribuée au vainqueur de la Taça de Portugal 2018-2019, qui lui donne un accès direct à la phase de groupe.

Si le vainqueur de la coupe nationale est également qualifié pour la Ligue des Champions, alors son accès direct à la phase de groupe de la Ligue Europa est attribué à l'équipe classée en 3e position. Ceci décale l'ordre d'attribution des places qualificatives en Ligue Europa : le 4e accède donc au 3e tour de qualification et une place se libère pour le 5e, qui accède lui au 2e tour de qualification.
À l'inverse, les clubs finissant aux 17e et 18e places sont relégués en Ledman Liga PRO 2019-2020. Exceptionnellement, à la suite de la réintégration en Liga NOS de Gil Vicente FC pour la saison 2019-2020, l'équipe finissant à la 16e place sera également reléguée en Ledman Liga PRO, comme le stipule l'article 21A du Règlement des Compétitions de la Ligue, qui établit les termes d' "Intégration d'un club en Liga NOS à la suite d'une décision judiciaire"
Sacré la saison précédente, après une disette de titre de près de cinq ans, la plus longue de l'Ère Pinto da Costa, le FC Porto remet son titre en jeu. Titre remporté par le SL Benfica le 18 mai 2019, qui s'adjuge le 37e titre de son histoire, le cinquième en six ans.

## Les clubs participants
| Club              | Se maintient depuis | Budget en M€ | Classement 2017-2018 | Entraîneur       | Depuis | Stade                                | Capacité théorique | Ville                |
| ----------------- | ------------------- | ------------ | -------------------- | ---------------- | ------ | ------------------------------------ | ------------------ | -------------------- |
| Belenenses SAD    | 2018                | 4            | 12e                  | Jorge Silas      | 2018   | Estádio do Jamor                     | 37 593             | Lisbonne             |
| SL Benfica        | 1934                | 70           | 2e                   | Bruno Lage       | 2019   | Estádio da Luz                       | 65 647             | Lisbonne             |
| Boavista FC       | 2014                | 2,5          | 8e                   | Lito Vidigal     | 2019   | Estádio do Bessa XXI                 | 28 263             | Porto                |
| SC Braga          | 1974                | 16           | 4e                   | Abel Ferreira    | 2017   | Estádio Municipal de Braga           | 30 286             | Braga                |
| GD Chaves         | 2016                | 7            | 6e                   | Tiago Fernandes  | 2018   | Estádio Municipal de Chaves          | 8 870              | Chaves               |
| CD Aves           | 2017                | 5            | 13e                  | Augusto Inácio   | 2019   | Estádio do Clube Desportivo das Aves | 5 441              | Vila das Aves        |
| CD Feirense       | 2016                | 3,5          | 16e                  | Filipe Martins   | 2019   | Estádio Marcolino de Castro          | 5 600              | Santa Maria da Feira |
| CS Marítimo       | 1985                | 9            | 7e                   | Armando Teixeira | 2018   | Estádio dos Barreiros                | 10 600             | Funchal              |
| Moreirense FC     | 2014                | 4,5          | 15e                  | Ivo Vieira       | 2018   | Parque J. de Almeida Freitas         | 6 153              | Moreira de Cónegos   |
| CD Nacional       | 2018                | 4            | 1er (D2)             | Costinha         | 2017   | Estádio da Madeira                   | 5 200              | Funchal              |
| Portimonense SC   | 2017                | 3            | 10e                  | António Folha    | 2018   | Estádio do Portimão                  | 9 200              | Portimão             |
| FC Porto          | 1934                | 90           | 1er                  | Sérgio Conceição | 2017   | Estádio do Dragão                    | 50 033             | Porto                |
| Rio Ave FC        | 2007                | 8            | 5e                   | Daniel Ramos     | 2018   | Estádio dos Arcos                    | 12 500             | Vila do Conde        |
| CD Santa Clara    | 2018                | 3,5          | 2e (D2)              | João Henriques   | 2018   | Estádio de São Miguel                | 13 277             | Ponta Delgada        |
| Sporting CP       | 1934                | 70           | 3e                   | Marcel Keizer    | 2018   | Estádio José Alvalade XXI            | 50 095             | Lisbonne             |
| CD Tondela        | 2015                | 3,5          | 11e                  | Pepa             | 2017   | Estádio João Cardoso                 | 5 000              | Tondela              |
| Vitória Guimarães | 2007                | 10           | 9e                   | Luís Castro      | 2018   | Estádio D. Afonso Henriques          | 30 000             | Guimarães            |
| Vitória Setúbal   | 2004                | 2,9          | 14e                  | Sandro Mendes    | 2019   | Estádio do Bonfim                    | 15 497             | Setúbal              |

| \| Marítimo Nacional \| Clubs participants de l'île de Madère. |
| Marítimo Nacional                                              |

| \| Santa Clara \| Club participant de l'archipel des Açores. |
| Santa Clara                                                  |

| \| Belenenses SAD SL Benfica Boavista SC Braga Chaves Desp. Aves Portimonense SC FC Porto Rio Ave Sporting CP Tondela V. Guimarães \| Clubs participants du Portugal Continental. |
| Belenenses SAD SL Benfica Boavista SC Braga Chaves Desp. Aves Portimonense SC FC Porto Rio Ave Sporting CP Tondela V. Guimarães                                                   |

## Compétition

### Critères de départage
Chaque équipe reçoit trois points pour une victoire, un pour un match nul et aucun en cas de défaite.
Durant la compétition
- Il est important de préciser que pour établir le classement journée par journée, les critères appliqués pour le départage des clubs sont les suivants :

1. Plus grande différence de buts sur l'ensemble de la compétition
2. Plus grand nombre de victoires sur l'ensemble de la compétition
3. Plus grand nombre de buts marqués sur l'ensemble de la compétition

- Si malgré tout, après avoir appliqué les trois précédents critères, il subsiste deux clubs ou plus en situation d'égalité, il est alors attribué à tous la même position dans le classement.

À l'issue du championnat
- La Ligue Portugaise de Football Professionnel (LPFP) a déterminé que le départage des équipes se retrouvant avec égalité de nombre de points, se fait comme suit, selon l'ordre de priorité :

1. Plus grand nombre de points obtenus par les clubs à égalité, en confrontation directe
2. Plus grande différence de buts particulière entre les clubs à égalité
3. Plus grand nombre de buts marqués à l'extérieur entre les clubs à égalité, en confrontation directe
4. Plus grande différence de buts sur l'ensemble de la compétition
5. Plus grand nombre de victoires sur l'ensemble de la compétition
6. Plus grand nombre de buts marqués sur l'ensemble de la compétition

- Si, malgré l'application successive de tous les critères établis dans l'article ci-dessus, il subsiste encore une situation d'égalité, le départage se fait comme suit :

En cas d'égalité entre deux clubs, seulement :
1. Réaliser un match d'appui entre les deux clubs, sur terrain neutre désigné par la LPFP
2. Si, à la fin du temps réglementaire, l'égalité subsiste, une période prolongation de trente minutes, divisée en deux périodes de quinze minutes chacune, sera alors accordée
3. S'il subsiste encore une situation d'égalité à la fin de la période de prolongation, la désignation du vainqueur se fera par le biais d'une séance de tirs au but, en accord avec les Lois du Jeu

En cas d'égalité entre plus de deux clubs :
1. Réaliser une compétition en toute ronde simple, sur terrain neutre, pour désigner le vainqueur
2. Si, à la fin de cette compétition, aucun vainqueur n'a été désigné, et qu'il reste deux équipes ou plus en situation d'égalité, procéder alors au départage en reprenant tous les critères depuis le début

Source : ligaportugal.pt

### Déroulement du championnat
Lors de cette saison de Liga NOS, les Trois Grands ont une fois de plus démontré leur hégémonie sur le championnat portugais en s'adjugeant les trois premières places du classement. Auteur d'une prestation record la saison précédente, l'outsider du Minho, le SC Braga, a su conserver son visage séduisant lors de cette saison, emmenée par leur buteur Dyego Sousa. Longtemps présente dans la course au titre, l'équipe dirigée par Abel Ferreira a su fournir des prestations à la hauteur du statut obtenu la saison dernière. Ceci malgré les quelques déconvenues en fin de saison contre les Trois Grands, qui ont fini par lui coûter la troisième place au profit du Sporting CP.
Ces derniers emmenés par Marcel Keizer, après le renvoi de José Peseiro en début de saison, ont su trouver une nouvelle identité de jeu, s'appuyant sur l'un des joueurs clés du championnat : Bruno Fernandes.
Mais cette saison, le duo de tête composé du FC Porto ainsi que du SL Benfica semblait destiné à régner sur le championnat portugais. Champions sortant et candidats assumés à leur propre succession, les Dragons de Porto ont mal entamé la saison. Après deux défaites au bout de sept journées, dont une face aux Aigles de Lisbonne, tout semblait indiquer que le SL Benfica allait dérouler son jeu jusqu'au bout en ne laissant aucune chance à son éternel rival du Nord. C'était sans compter les deux défaites coup sur coup des rouge et blanc qui passèrent une grande partie de la saison à voguer entre la quatrième et la deuxième place, laissant la première place au FC Porto (seize journées consécutives en tête du classement). Toujours emmené par Sergio Conceição, les Dragons semblaient alors intouchables, forts de leurs succès, de la dynamique fournie par leur titre de champion, ainsi que par leurs joueurs d'expériences comme Pepe, Héctor Herrera, Iker Casillas ou  encore Danilo Pereira.
Encore blâmé par les supporter benfiquistes pour la tentative infructueuse d'un quintuple titre de champion consécutif la saison dernière, sans réponse face aux mauvaises prestations de son équipe, la défaite de Benfica face à Portimonense a eu raison de l'avenir de Rui Vitória comme entraîneur des Aigles. Ce renvoi fut finalement le tournant décisif du championnat. Contre toute attente, et ce malgré le faussé de sept points qui les séparaient du FC Porto, le SL Benfica a réalisé le meilleur second tour vu au Portugal jusqu'à présent (49 points sur 51 possibles). Emmené par leur nouvel entraîneur Bruno Lage, provenant de l'équipe réserve, les Aigles réussirent l'exploit de gagner lors de tous leurs déplacements à l'extérieur, incluant des victoires face au SC Braga, au Sporting CP et surtout face au FC Porto. Cette victoire fut décisive et les plaça en tête du championnat jusqu'à la fin de la saison. Emmené par un mélange de joueurs d'expérience comme Pizzi, Jonas ou Jardel lié aux jeunes de la formation comme Rúben Dias, Francisco Ferreira, Florentino Luís, Gedson Fernandes ou encore la révélation João Félix, le SL Benfica réussit à s'adjuger le 37e titre de son histoire, un record jusqu'à présent.
En raison de la réintégration du Gil Vicente, cette saison a vu trois relégations. Un an après sa promotion, le Nacional da Madeira est relégué, accompagné par le CD Feirense. La dernière journée du championnat a offert une authentique finale pour le maintien entre le GD Chaves et le CD Tondela, remportée par ces derniers.
Simultanément, la "finale" pour la cinquième place qualificative pour la prochaine Ligue Europa se déroula entre le Vitória Guimarães et le Moreirense FC. C'est le club provenant du berceau du Portugal qui réussit à prendre le meilleur sur son adversaire de Moreira de Cónegos afin de se qualifier.

### Classement
| Rang | Équipe          | Pts | J  | G  | N  | P  | Bp  | Bc | Diff |
| ---- | --------------- | --- | -- | -- | -- | -- | --- | -- | ---- |
| 1    | SL Benfica      | 87  | 34 | 28 | 3  | 3  | 103 | 31 | +72  |
| 2    | FC Porto T S    | 85  | 34 | 27 | 4  | 3  | 74  | 20 | +54  |
| 3    | Sporting CP L C | 74  | 34 | 23 | 5  | 6  | 72  | 33 | +39  |
| 4    | SC Braga        | 67  | 34 | 21 | 4  | 9  | 56  | 37 | +19  |
| 5    | Vitória SC      | 52  | 34 | 15 | 7  | 12 | 46  | 34 | +12  |
| 6    | Moreirense FC   | 52  | 34 | 16 | 4  | 14 | 39  | 44 | -5   |
| 7    | Rio Ave FC      | 45  | 34 | 12 | 9  | 13 | 50  | 52 | -2   |
| 8    | Boavista FC     | 44  | 34 | 13 | 5  | 16 | 34  | 40 | -6   |
| 9    | Belenenses      | 43  | 34 | 10 | 13 | 11 | 42  | 51 | -9   |
| 10   | Santa Clara P   | 42  | 34 | 11 | 9  | 14 | 43  | 45 | -2   |
| 11   | Portimonense    | 39  | 34 | 11 | 6  | 17 | 44  | 59 | -15  |
| 12   | Marítimo M.     | 39  | 34 | 12 | 3  | 19 | 26  | 44 | -18  |
| 13   | Vitória FC      | 36  | 34 | 8  | 12 | 14 | 28  | 39 | -11  |
| 14   | CD Aves         | 36  | 34 | 10 | 6  | 18 | 35  | 49 | -14  |
| 15   | CD Tondela      | 35  | 34 | 9  | 8  | 17 | 40  | 54 | -14  |
| 16   | GD Chaves       | 32  | 34 | 8  | 8  | 18 | 34  | 57 | -23  |
| 17   | CD Nacional P   | 28  | 34 | 7  | 7  | 20 | 33  | 73 | -40  |
| 18   | CD Feirense     | 20  | 34 | 3  | 11 | 20 | 27  | 64 | -37  |

Qualifications européennes
Ligue des champions 2019-2020
- 1er : Phase de groupes
- 2e : 3e tour de qualification pour non-champions
- C : Phase de groupes
- 4e : 3e tour de qualification
- 5e : 2e tour de qualification

Relégations
- 16e, 17e et 18e : Relégation en Ledman Liga Pro 2019-2020

Abréviations
T : Tenant du titre 2017-2018 

P : Promus de Ledman Liga Pro 2017-2018 

S : Vainqueur de la Supertaça de Portugal 2018 

C : Vainqueur de la Taça de Portugal 2018-2019 

L : Vainqueur de la Taça da Liga 2018-2019
Source : ligaportugal.pt.

### Leader par journée
Dernière mise à jour : 18 mai 2019

### Lanterne rouge par journée
Dernière mise à jour : 20 avril 2019

### Matchs
| Résultats (▼dom., ►ext.)                                   | Bel | Ben | Boa | Bra | Cha | D.Aves | Fei | Mar | Mor | Nac  | Porti | Por | Rio | S.Cla | Spo | Ton | V.Gui | V.Set |
| Belenenses SAD                                             |     | 2-0 | 0-0 | 0-3 | 1-0 | 5-2    | 4-0 | 0-1 | 0-1 | 3-0  | 2-2   | 2-3 | 1-3 | 1-1   | 1-8 | 2-2 | 1-0   | 0-0   |
| SL Benfica                                                 | 2-2 |     | 5-1 | 6-2 | 4-0 | 2-0    | 4-0 | 6-0 | 1-3 | 10-0 | 5-1   | 1-0 | 4-2 | 4-1   | 1-1 | 1-0 | 3-2   | 4-2   |
| Boavista FC                                                | 2-0 | 0-2 |     | 4-2 | 1-2 | 1-0    | 2-0 | 0-1 | 3-1 | 1-0  | 0-2   | 0-1 | 1-0 | 1-0   | 1-2 | 2-0 | 0-0   | 1-0   |
| SC Braga                                                   | 0-2 | 1-4 | 1-0 |     | 2-1 | 3-1    | 4-0 | 2-0 | 2-0 | 4-2  | 2-0   | 2-3 | 1-1 | 1-0   | 1-0 | 3-0 | 1-0   | 2-1   |
| Chaves                                                     | 2-2 | 2-2 | 1-1 | 0-1 |     | 1-2    | 0-0 | 1-0 | 1-2 | 4-1  | 2-0   | 1-4 | 1-1 | 0-0   | 1-3 | 2-1 | 0-1   | 1-2   |
| Desp. Aves                                                 | 3-0 | 0-3 | 2-0 | 0-2 | 0-1 |        | 1-1 | 0-1 | 0-1 | 2-3  | 3-0   | 0-1 | 2-1 | 1-2   | 1-3 | 2-2 | 1-1   | 2-1   |
| CD Feirense                                                | 0-0 | 1-4 | 1-1 | 0-2 | 4-4 | 2-1    |     | 1-1 | 1-3 | 0-0  | 0-1   | 1-2 | 2-0 | 2-2   | 1-3 | 2-4 | 1-2   | 0-1   |
| Marítimo                                                   | 0-0 | 0-1 | 0-1 | 1-0 | 2-1 | 0-1    | 2-0 |     | 3-2 | 3-2  | 2-1   | 0-2 | 0-2 | 1-0   | 0-0 | 2-0 | 1-3   | 0-1   |
| Moreirense FC                                              | 1-1 | 0-4 | 2-1 | 1-0 | 0-1 | 1-0    | 1-0 | 1-0 |     | 2-1  | 2-0   | 1-1 | 1-2 | 0-1   | 1-3 | 2-0 | 1-3   | 1-1   |
| Nacional da Madeira                                        | 0-1 | 0-4 | 0-0 | 0-3 | 2-0 | 0-0    | 4-0 | 1-0 | 1-2 |      | 0-1   | 0-4 | 0-1 | 0-3   | 0-1 | 3-2 | 1-0   | 0-0   |
| Portimonense SC                                            | 1-1 | 2-0 | 0-2 | 1-1 | 0-1 | 1-1    | 1-0 | 3-2 | 0-2 | 5-1  |       | 0-3 | 0-1 | 2-2   | 4-2 | 3-2 | 3-2   | 3-1   |
| FC Porto                                                   | 3-0 | 1-2 | 2-0 | 1-0 | 5-0 | 4-0    | 2-0 | 3-0 | 3-0 | 3-1  | 4-1   |     | 2-1 | 1-0   | 2-1 | 1-0 | 2-3   | 2-0   |
| Rio Ave FC                                                 | 2-2 | 2-3 | 2-1 | 1-2 | 1-0 | 0-2    | 0-0 | 3-1 | 1-2 | 3-3  | 2-1   | 2-2 |     | 1-2   | 1-3 | 2-2 | 2-1   | 1-1   |
| Santa Clara                                                | 2-3 | 0-2 | 4-2 | 3-3 | 1-0 | 0-0    | 4-4 | 0-1 | 1-1 | 2-0  | 2-1   | 1-2 | 1-3 |       | 1-2 | 1-2 | 1-0   | 0-0   |
| Sporting CP                                                | 2-1 | 2-4 | 3-0 | 3-0 | 2-1 | 4-1    | 1-0 | 2-0 | 2-1 | 5-2  | 3-1   | 0-0 | 3-0 | 1-0   |     | 1-1 | 2-0   | 2-1   |
| CD Tondela                                                 | 0-1 | 1-3 | 1-0 | 0-1 | 5-2 | 0-2    | 1-1 | 2-1 | 2-0 | 1-1  | 3-2   | 0-3 | 1-1 | 1-3   | 2-1 |     | 1-0   | 1-2   |
| Vitória Guimarães                                          | 5-1 | 0-1 | 3-1 | 1-1 | 4-0 | 0-2    | 0-1 | 1-0 | 1-0 | 2-2  | 2-0   | 0-0 | 3-2 | 2-0   | 1-0 | 1-0 |       | 1-1   |
| Vitória Setúbal                                            | 0-0 | 0-1 | 0-3 | 0-1 | 0-0 | 2-0    | 2-1 | 1-0 | 3-0 | 1-2  | 1-1   | 0-2 | 1-3 | 0-2   | 1-1 | 0-0 | 1-1   |       |
| - Victoire à domicile - Match nul - Victoire à l'extérieur |     |     |     |     |     |        |     |     |     |      |       |     |     |       |     |     |       |       |

### Évolution du classement
| Club         | 1  | 2  | 3  | 4  | 5  | 6  | 7  | 8  | 9  | 10 | 11 | 12 | 13 | 14 | 15 | 16 | 17 | 18 | 19 | 20 | 21 | 22 | 23 | 24 | 25 | 26 | 27 | 28 | 29 | 30 | 31 | 32 | 33 | 34 |
| ------------ | -- | -- | -- | -- | -- | -- | -- | -- | -- | -- | -- | -- | -- | -- | -- | -- | -- | -- | -- | -- | -- | -- | -- | -- | -- | -- | -- | -- | -- | -- | -- | -- | -- | -- |
| FC Porto     | 1  | 1  | 5  | 4  | 3  | 2  | 3  | 1  | 1  | 1  | 1  | 1  | 1  | 1  | 1  | 1  | 1  | 1  | 1  | 1  | 1  | 1  | 1  | 2  | 2  | 2  | 2  | 2  | 2  | 2  | 2  | 2  | 2  | 2  |
| SL Benfica   | 7  | 2  | 2  | 1  | 1  | 3  | 1  | 3  | 5  | 4  | 4  | 4  | 4  | 2  | 4  | 3  | 2  | 2  | 2  | 2  | 2  | 2  | 2  | 1  | 1  | 1  | 1  | 1  | 1  | 1  | 1  | 1  | 1  | 1  |
| Sporting CP  | 3  | 2  | 2  | 3  | 5  | 5  | 5  | 5  | 3  | 2  | 2  | 2  | 2  | 3  | 2  | 4  | 4  | 4  | 4  | 4  | 4  | 4  | 4  | 4  | 4  | 4  | 3  | 3  | 3  | 3  | 3  | 3  | 3  | 3  |
| SC Braga     | 2  | 5  | 1  | 2  | 2  | 1  | 2  | 2  | 2  | 3  | 3  | 3  | 3  | 4  | 3  | 2  | 3  | 3  | 3  | 3  | 3  | 3  | 3  | 3  | 3  | 3  | 4  | 4  | 4  | 4  | 4  | 4  | 4  | 4  |
| Rio Ave FC   | 15 | 7  | 7  | 7  | 4  | 4  | 4  | 4  | 4  | 5  | 6  | 6  | 8  | 10 | 11 | 11 | 10 | 10 | 9  | 9  | 8  | 8  | 10 | 10 | 10 | 10 | 10 | 10 | 9  | 8  | 8  | 7  | 8  | 7  |
| GD Chaves    | 18 | 12 | 14 | 14 | 10 | 10 | 14 | 14 | 17 | 18 | 18 | 18 | 18 | 18 | 18 | 18 | 17 | 18 | 17 | 17 | 17 | 17 | 17 | 17 | 17 | 17 | 17 | 17 | 17 | 16 | 16 | 15 | 16 | 16 |
| CS Marítimo  | 8  | 11 | 6  | 5  | 6  | 6  | 8  | 11 | 12 | 13 | 14 | 13 | 15 | 15 | 16 | 15 | 14 | 11 | 12 | 13 | 15 | 13 | 12 | 15 | 11 | 11 | 11 | 13 | 10 | 12 | 12 | 10 | 12 | 12 |
| Boavista FC  | 4  | 9  | 9  | 12 | 14 | 16 | 12 | 15 | 15 | 16 | 16 | 14 | 12 | 13 | 13 | 14 | 15 | 15 | 16 | 15 | 13 | 12 | 11 | 11 | 13 | 13 | 13 | 14 | 12 | 14 | 13 | 11 | 9  | 8  |
| V. Guimarães | 10 | 16 | 12 | 8  | 9  | 9  | 7  | 7  | 8  | 7  | 5  | 5  | 5  | 5  | 5  | 6  | 5  | 6  | 5  | 6  | 6  | 6  | 6  | 6  | 6  | 5  | 6  | 6  | 6  | 6  | 6  | 6  | 6  | 5  |
| Portimonense | 15 | 18 | 18 | 17 | 15 | 17 | 13 | 10 | 11 | 11 | 11 | 11 | 11 | 9  | 7  | 8  | 8  | 8  | 8  | 8  | 9  | 10 | 9  | 9  | 9  | 9  | 9  | 9  | 11 | 10 | 11 | 13 | 11 | 11 |
| CD Tondela   | 11 | 14 | 16 | 16 | 11 | 13 | 16 | 16 | 13 | 14 | 15 | 17 | 17 | 14 | 14 | 12 | 13 | 12 | 13 | 12 | 11 | 11 | 14 | 16 | 16 | 16 | 16 | 15 | 15 | 15 | 15 | 16 | 15 | 15 |
| Belenenses   | 8  | 7  | 7  | 10 | 8  | 12 | 11 | 9  | 10 | 10 | 9  | 7  | 6  | 6  | 8  | 7  | 6  | 5  | 7  | 7  | 7  | 7  | 7  | 7  | 7  | 7  | 7  | 7  | 7  | 7  | 7  | 9  | 10 | 9  |
| CD Aves      | 15 | 15 | 17 | 17 | 18 | 15 | 18 | 18 | 16 | 12 | 13 | 15 | 14 | 16 | 15 | 17 | 18 | 16 | 15 | 16 | 14 | 16 | 16 | 13 | 12 | 12 | 12 | 12 | 14 | 11 | 10 | 12 | 14 | 14 |
| V. Setúbal   | 4  | 6  | 11 | 11 | 13 | 14 | 10 | 8  | 9  | 8  | 7  | 8  | 10 | 11 | 12 | 13 | 11 | 13 | 11 | 11 | 12 | 15 | 13 | 14 | 15 | 15 | 14 | 11 | 13 | 13 | 14 | 14 | 13 | 13 |
| Moreirense   | 14 | 10 | 10 | 13 | 17 | 11 | 15 | 12 | 7  | 6  | 8  | 10 | 7  | 7  | 6  | 5  | 7  | 7  | 6  | 5  | 5  | 5  | 5  | 5  | 5  | 6  | 5  | 5  | 5  | 5  | 5  | 5  | 5  | 6  |
| CD Feirense  | 4  | 4  | 4  | 6  | 7  | 8  | 9  | 13 | 14 | 15 | 17 | 16 | 16 | 17 | 17 | 16 | 16 | 17 | 18 | 18 | 18 | 18 | 18 | 18 | 18 | 18 | 18 | 18 | 18 | 18 | 18 | 18 | 18 | 18 |
| Nacional     | 13 | 17 | 13 | 15 | 16 | 18 | 17 | 17 | 18 | 17 | 12 | 12 | 13 | 12 | 10 | 10 | 12 | 14 | 14 | 14 | 16 | 14 | 15 | 12 | 14 | 14 | 15 | 16 | 16 | 17 | 17 | 17 | 17 | 17 |
| Santa Clara  | 11 | 13 | 15 | 9  | 12 | 7  | 6  | 6  | 6  | 9  | 10 | 9  | 9  | 8  | 9  | 9  | 9  | 9  | 10 | 10 | 10 | 9  | 8  | 8  | 8  | 8  | 8  | 8  | 8  | 9  | 9  | 8  | 7  | 10 |

### Meilleurs buteurs
Dernière mise à jour : 19 mai 2019
| Rang | Joueur          | Nationalité | Club        | Buts | Joués |
| ---- | --------------- | ----------- | ----------- | ---- | ----- |
| 1    | Haris Seferović | Suisse      | SL Benfica  | 22   | 29    |
| 2    | Bruno Fernandes | Portugal    | Sporting CP | 20   | 33    |
| 3    | Rafa Silva      | Portugal    | SL Benfica  | 17   | 26    |
| 4    | Bas Dost        | Pays-Bas    | Sporting CP | 15   | 22    |
| 4    | João Félix      | Portugal    | SL Benfica  | 15   | 26    |
| 4    | Tiquinho Soares | Brésil      | FC Porto    | 15   | 28    |
| 4    | Dyego Sousa     | Portugal    | SC Braga    | 15   | 33    |
| 8    | Pizzi           | Portugal    | SL Benfica  | 13   | 34    |
| 9    | Tomané          | Portugal    | CD Tondela  | 12   | 31    |
| 9    | Wilson Eduardo  | Angola      | SC Braga    | 12   | 32    |

Source : uefa.com.

## Clubs engagés dans les compétitions de l'UEFA
| Club        | Compétition         | Résultat                 | Contre                | Contre                | Contre                |
| ----------- | ------------------- | ------------------------ | --------------------- | --------------------- | --------------------- |
| FC Porto    | Ligue des champions | Quarts de finale         | Liverpool FC          | Liverpool FC          | Liverpool FC          |
| SL Benfica  | Ligue des champions | Phase de groupes (3e)    | FC Bayern Munich      | Ajax Amsterdam        | AEK Athènes FC        |
| SL Benfica  | Ligue Europa        | Quarts de finale         | Eintracht Francfort   | Eintracht Francfort   | Eintracht Francfort   |
| Sporting CP | Ligue Europa        | Seizièmes de finale      | Villarreal CF         | Villarreal CF         | Villarreal CF         |
| SC Braga    | Ligue Europa        | 3e tour de qualification | Zorya Louhansk        | Zorya Louhansk        | Zorya Louhansk        |
| Rio Ave FC  | Ligue Europa        | 2e tour de qualification | Jagiellonia Białystok | Jagiellonia Białystok | Jagiellonia Białystok |

## Classements UEFA
Le classement par coefficient des associations est calculé sur la base des résultats des clubs de chaque association sur la saison en Ligue des champions et en Ligue Europa.
Le classement, combiné à celui des quatre années précédentes, est utilisé pour déterminer le nombre de clubs qu'une association (pays) pourra engager dans les compétitions de clubs de l'UEFA dans les années à venir.

### Coefficients des clubs
Dernière mise à jour : 19 avril 2019
- Ligue des champions 2018-2019
- Ligue Europa 2018-2019

| Rang 2017/2018 | Rang 2018/2019 | Évolution | Club        | 2014/2015 | 2015/2016 | 2016/2017 | 2017/2018 | 2018/2019 |                  |
| Rang 2017/2018 | Rang 2018/2019 | Évolution | Club        | 2014/2015 | 2015/2016 | 2016/2017 | 2017/2018 | 2018/2019 | Coefficient UEFA |
| -------------- | -------------- | --------- | ----------- | --------- | --------- | --------- | --------- | --------- | ---------------- |
| 11             | 10             | + 1       | FC Porto    | 25.000    | 11.000    | 17.000    | 17.000    | 23.000    | 93.000           |
| 15             | 21             | - 6       | SL Benfica  | 8.000     | 22.000    | 17.000    | 4.000     | 17.000    | 68.000           |
| 37             | 31             | + 6       | Sporting CP | 10.000    | 7.000     | 6.000     | 17.000    | 10.000    | 50.000           |
| 48             | 50             | - 2       | SC Braga    | 0.000     | 15.000    | 5.000     | 9.000     | 2.000     | 31.000           |
| 130            | 123            | + 7       | Rio Ave FC  | 3.000     | 0.000     | 1.000     | 0.000     | 1.500     | 9,646            |

Source : uefa.com.

### Coefficients des associations
Dernière mise à jour : 11 mai 2019
| 1 | 1 | = | Espagne    | 20.214 | 23.928 | 20.142 | 19.714 | 19.571 | 103.569 | 7   |
| 2 | 2 | = | Angleterre | 13.571 | 14.250 | 14.928 | 20.071 | 22.071 | 84.891  | 4/7 |
| 3 | 3 | = | Italie     | 19.000 | 11.500 | 14.250 | 17.333 | 12.642 | 74.725  | 7   |
| 4 | 4 | = | Allemagne  | 15.857 | 16.428 | 14.571 | 9.857  | 15.214 | 71.927  | 7   |
| 5 | 5 | = | France     | 10.916 | 11.083 | 14.416 | 11.500 | 10.583 | 58.498  | 6   |
| 6 | 6 | = | Russie     | 9.666  | 11.500 | 9.200  | 12.600 | 7.583  | 50.549  | 6   |
| 7 | 7 | = | Portugal   | 9.083  | 10.500 | 8.083  | 9.666  | 10.900 | 48.232  | 5   |

Source : uefa.com.

## Bilan de la saison
| Championnat du Portugal de football 2018-2019                      |                        |
| Champion                                                           | SL Benfica (37e titre) |
| Dauphin                                                            | FC Porto               |
| Coupes et trophées                                                 |                        |
| Vainqueur de la Coupe du Portugal 2018-2019                        | Sporting CP            |
| Vainqueur de la Coupe de la Ligue portugaise de football 2018-2019 | Sporting CP            |
| Qualifications continentales                                       |                        |
| Ligue des champions de l'UEFA 2019-2020                            | SL Benfica             |
| Ligue des champions de l'UEFA 2019-2020                            | FC Porto               |
| Ligue Europa 2019-2020                                             | Sporting CP            |
| Ligue Europa 2019-2020                                             | SC Braga               |
| Ligue Europa 2019-2020                                             | Vitória SC             |
| Promotions et relégations                                          |                        |
| Promus en Liga NOS                                                 | Gil Vicente FC         |
| Promus en Liga NOS                                                 | FC Paços de Ferreira   |
| Promus en Liga NOS                                                 | FC Famalicão           |
| Relégués en Ledman Liga PRO                                        | GD Chaves              |
| Relégués en Ledman Liga PRO                                        | CD Nacional            |
| Relégués en Ledman Liga PRO                                        | CD Feirense            |